# Movy Club
De Movy, later Movy Club, is een voormalige buurtbioscoop in Vorst. Het gebouw is ontworpen door Frédéric Leroy (1930). Achter een alledaagse gevel gaat een intiem interieur schuil in een mengstijl van art deco en modernisme. In de enige zaal werden van 1934 tot 2011 films geprojecteerd. Aanvankelijk was er plaats voor 550 toeschouwers, later teruggebracht tot 225.
De inkomhal, foyer, zaal en projectiecabine zijn ingeschreven op de bewaarlijst van het Brussels Gewest. De projectie gebeurt nog door een booglamp met koolstaafjes. De klapstoelen zijn overgebracht uit de Victory in de Nieuwstraat, die in 1973 de deuren sloot.
Tot 1967 bestond er een gelijknamige maar oudere cinema in Sint-Jans-Molenbeek (Jetsesteenweg 241). Hij was in 1912 geopend als Vieux Duc Cinema en in 1934 overgenomen door Jean Houssa.
In 2016 kocht het Brussels Gewest het gebouw voor 285.000 euro.